# الرجل الأخضر الخارق (مسلسل)
الرجل الأخضر الخارق (بالإنجليزية: The Incredible Hulk)‏ هو مسلسل تلفزيوني من علم الخيال، أنتج بين عامي 1978 إلى غاية 1982 مثل في الدور الرئيسي بيل بيكسبي (الدكتور بانر) ولو فيريغنو (هولك). المسلسل مقتبس من قصص مصورة تنشر بواسطة مارفل كومكس من طرف ستان لي وجاك كيربي وتم إنتاجها كفيلم رسوم متحركة. بعد ست سنوات على انتهاء السلسلة أنتج أيضا ثلاث أفلام من بطولة بيل بيكسبي وولو فيريغنو.

## القصة
تدور أحداث المسلسل حول العالم الفيزيائي ديفيد بانر الذي يعاني من آثار عن استطاعته انقاذ زوجته بعدما انقلبت بها السيارة ولذلك فهو يحاول دراسة الظواهر الجسمانية الخارقة التي تظهر في الناس عندما يكونون تحت ضغط إنقاذ من يحبونهم. ثم يكتشف نوع من أشعة غاما فيجربها في نفسه فيفجر الغضب الذي في داخله مما يجعله عندما يغضب يتضخم جسمه ويصبح لون بشرته أخضر ويحاول الانتقام من الذي أغضبه. وفي نفس الوقت يحدث انفجار في المعمل الذي يعمله به وتعتبره السلطات الرسمية ميت رسميا. يشاهد أحد الصحفيين الرجل الأخضر فيلاحق ديفيد من مدينة إلى أخرى من أجل اكتشاف سره وفي نفس الوقت فإن ديفيد لا يرغب في للالتقاء بهذا الصحفي ويحاول اكتشاف دواء لما حدث له بأن يرجع إلى صورته الطبيعية.

## الشخصيات
| الممثل(ة)      | الشخصية      | عدد الحلقات |
| لو فيريغنو     | الرجل الأخضر | 81          |
| بيل بيكسبي     | ديفيد بانر   | 80          |
| جاك كولفين     | جاك مكغي     | 45          |
| مايكل سانتياغو | الأب كوستا   | 14          |
| جيرالد مكراني  | فرانك رودس   | 3           |
| مارك ألايمو    | هولت         | 3           |
| ميكي جونز      | دوك          | 3           |
| بيلي غرين بوش  | كارل ديكر    | 3           |
| فيكتوريا كارول | روز          | 3           |
| دون مارشال     | الطبيب       | 3           |
| -------------- | ------------ | ----------- |

## جوائز المسلسل
| السنة | المهرجان             | الجائزة                          | الحاصل عليها  |
| 1979  | مهرجان إيمي          | أفضل ممثلة رئيسية في مسلسل درامي | مارييت هارتلي |
| 2008  | مهرجان أرض التلفزيون | أفضل شخصية لا ترغب في إغضابها    | بيل بيكسبي    |
| ----- | -------------------- | -------------------------------- | ------------- |

## روابط خارجية
- هالك الخارق على موقع IMDb (الإنجليزية)
- هالك الخارق على موقع الموسوعة البريطانية (الإنجليزية)
- هالك الخارق على موقع روتن توميتوز (الإنجليزية)
- هالك الخارق على موقع كينوبويسك (الروسية)
- هالك الخارق على موقع ألو سيني (الفرنسية)
- هالك الخارق على موقع قاعدة بيانات الفيلم (الإنجليزية)